# Сосулівська сільська рада
Сосулівська сільська́ ра́да — колишня адміністративно-територіальна одиниця та орган місцевого самоврядування в Чортківському районі Тернопільської області. Адміністративний центр — с. Сосулівка.

## Загальні відомості
Сосулівська сільська рада утворена 24 грудня 1986 року.
- Територія ради: 18,46 км²
- Населення ради: 1 176 осіб (станом на 2001 рік)
- Територією ради протікає річка Серет

## Населені пункти
Сільській раді були підпорядковані населені пункти:
- с. Сосулівка

## Історія
Сільська рада утворена у вересні 1939 року.
1 грудня 2020 року увійшла до складу Нагірянської сільської громади.

## Географія
Сосулівська сільська рада межувала з Улашківською, Росохацькою, Залісянською, Нагірянською, Ягільницькою сільськими радами — Чортківського району. 

## Склад ради

### Керівний склад попередніх скликань

#### Голови ради
| Прізвище, ім'я, по батькові | Основні відомості | Дата обрання | Дата звільнення |
| --------------------------- | ----------------- | ------------ | --------------- |
| Котовський Тарас Йосипович  | Сільський голова  | 1990         | 1992            |
| Бегма Богдан Васильович     | Сільський голова  | 1993         | 1994            |
| Бегма Богдан Васильович     | Сільський голова  | 1994         | 1998            |
| Бегма Богдан Васильович     | Сільський голова  | 1998         | 2002            |
| Бегма Богдан Васильович     | Сільський голова  | 2002         | 2006            |
| Бегма Богдан Васильович     | Сільський голова  | 26.03.2006   | 31.10.2010      |
| Бегма Богдан Васильович     | Сільський голова  | 31.10.2010   | 25.10.2015      |
| Павлюк Василь Петрович      | Сільський голова  | 25.10.2015   | 01.12.2020      |

#### Секретарі ради
| Прізвище, ім'я, по батькові | Основні відомості | Дата обрання | Дата звільнення |
| --------------------------- | ----------------- | ------------ | --------------- |
| Рудик Ольга Йосафатівна     | Секретар          | 1990         | 1994            |
| Гап′як Ганна Іванівна       | Секретар          | 1994         | 1998            |
| Гап′як Ганна Іванівна       | Секретар          | 1998         | 2002            |
| Гап′як Ганна Іванівна       | Секретар          | 2002         | 2006            |
| Гап′як Ганна Іванівна       | Секретар          | 2006         | 2010            |
| Гап'як Ганна Іванівна       | Секретар          | 2010         | 2015            |
| Пуляк Ольга Михайлівна      | Секретар          | 2015         | 2020            |

### Депутати

#### VII скликання
За результатами місцевих виборів 2015 року депутатами ради стали:
1. Винничук Марія Іванівна
2. Винничук Василь Степанович
3. Опаріна Ганна Володимирівна
4. Цимкало Надія Володимирівна
5. Юрків Вадим Іванович
6. Юрків Уляна Андріївна
7. Гнидишин Галина Павлівна
8. Наконечна Світлана Степанівна
9. Дутка Петро Зеновійович
10. Пуляк Ольга Михайлівна
11. Пельвецький Іван Павлович
12. Пельвецька Марія Юліанівна

#### VI скликання
За результатами місцевих виборів 2010 року депутатами ради стали:
1. Басіста Надія Павлівна
2. Гаджала Оксана Василівна
3. Гап'як Михайло Іванович
4. Шпак Олександр Вікторович
5. Опаріна Ганна Володимирівна
6. Цимкало Надія Воодимирівна
7. Рижак Надія Романівна
8. Гап'як Ганна Іванівна
9. Бойчук Оксана Іванівна
10. Дерій Богдан Степанович
11. Дутка Петро Зіновійович
12. Сапіщук Марія Михайлівна
13. Осадчук Наталія Василівна
14. Оріх Антоніна Петрівна
15. Казьмір Світлана Теодорівна
16. Пельвицька Марія Юліанівна

#### V скликання
За результатами місцевих виборів 2006 року депутатами ради стали:
1. Сапіщук Наталія Романівна
2. Солтис Ганна Василівна
3. Лейбак Ганна Михайлівна
4. Миколишин Василь Федорович
5. Опаріна Ганна Володимирівна
6. Ковальчук Володимир Петрович
7. Юрків Володимир Георгійович
8. Гап′як Ганна Іванівна
9. Пельвелька Надія Василівна
10. Дерій Любов Петрівна
11. Чорній Василь Ананійович
12. Сендзюк Галина Іванівна
13. Наконечна Світлана Степанівна
14. Оріх Антоніна Петрівна
15. Казьмір Світлана Теодорівна
16. Пельвецька Марія Юліалівна

#### IV скликання
За результатами місцевих виборів 2002 року депутатами ради стали:
1. Петрончак Ганна Василівна
2. Солтис Ганна Василівна
3. Сапіщук Михайло Ярославович
4. Опаріна Ганна Володимирівна
5. Бурайовський Євген Ярославович
6. Кирилишин Ганна Василівна
7. Гап′як Ганна Іванівна
8. Романов Іван Ілліч
9. Дерій Любов Петрівна
10. Чортній Василь Ананійович
11. Сендзюк Галина Іванівна
12. Римар Марія Антонівна
13. Романов Ігор Іванович
14. Лиса Марія Василівна
15. Ганіщук Зіновій Михайлович

#### III скликання
За результатами місцевих виборів 1998 року депутатами ради стали:
1. Котовський Тарас Йосипович
2. Павлюк Михайло Іванович
3. Сапіщук Степан Михайлович
4. Холоднюк Іван Петрович
5. Ковальчук Володимир Петрович
6. Кирилишин Ганна Василівна
7. Юрків Ольга Михайлівна
8. Пельвецький Василь Іванович
9. Морпак Михайло Антонович
10. Чортній Василь Ананійович
11. Наконечний Михайло Іванович
12. Чинчик Василь Іванович
13. Бурдинський Михайло Васильович
14. Прондюк Іван Васильович
15. Гап′як Ганна Іванівна

#### II скликання
За результатами місцевих виборів 1994 року депутатами ради стали:
1. Дерій Богдан Іванович
2. Сапіщук Степан Михайлович
3. Бураковський Євген Мирославович
4. Боднар Станіслав Франкович
5. Кирилишин Степан Петрович
6. Рембоха Марія Михайлівна
7. Чортній Василь Ананійович
8. Наконечний Михайло Іванович
9. Ковальчук Степан Михайлович
10. Миколишин Василь Федорович
11. Павлюк Михайло Іванович

#### I скликання
За результатами місцевих виборів 1990 року депутатами ради стали:
1. Котовський Т.Й.
2. Гаджала М.М.
3. ОпарівнаГ.В.
4. Гриців В.С.
5. Безпалько В.О.
6. Рудик О.Й.
7. Римар М.А.
8. Ландига М.Г.
9. Фостик В.Т.
10. Голуб В.П.
11. Юрків В.І.
12. Мушій Я.М.
13. Миколишин В.Ф.
14. Обліжок І.М.